# Acondrito
 Acondrito é o nome atribuído a qualquer meteorito lítico sem côndrulos, ou seja, pequenas esferas de cerca de um milímetro de diâmetro.
Sua composição lembra os basaltos.